# Charaxes katangensis
Charaxes katangensis är en fjärilsart som beskrevs av Talbot 1928. Charaxes katangensis ingår i släktet Charaxes och familjen praktfjärilar. Inga underarter finns listade i Catalogue of Life.